# Neundorf (België)
Neundorf is een dorp in Crombach, een deelgemeente van de Duitstalige stad Sankt Vith in de Belgische provincie Luik. Neundorf, inclusief het gehucht Neubrück, telt 245 inwoners (31 december 2015). Neundorf ligt ruim anderhalve kilometer ten oosten van het centrum van Crombach en drie kilometer ten zuidwesten van het stadscentrum van Sankt Vith.

## Geografie

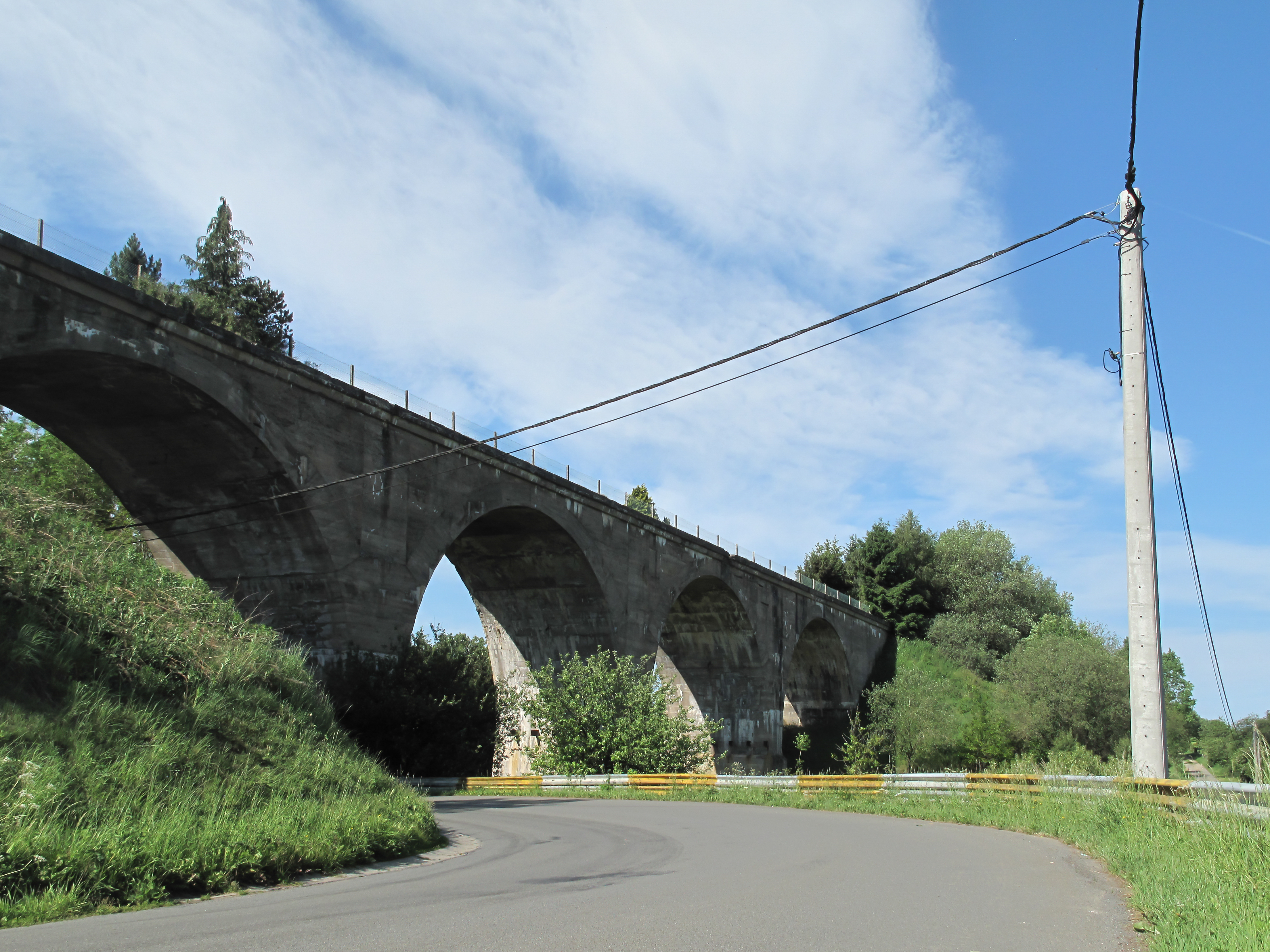
Viaduct van de voormalige spoorlijn 163.

Neundorf ligt een drie kilometer ten zuidwesten van de kernstad Sankt Vith. In een omgeving van weilanden, bosjes en beboste percelen, vormt Neundorf een klein dorp gelegen in een valleitje dat is gevormd door het beekje Möderbach, dat een zijtak is van de Braunlauf. Het hoogste punt, waarop de kerk zich bevindt, is ongeveer 460 m boven de zeespiegel.

## Geschiedenis
Neundorf werd in 888 voor het eerst als een Frankisch koningshof Nova Villa vermeld. Het zou in de 13e eeuw samen met Sankt Vith en Amel in de handen van Walram de Rosse (Huis van Valkenburg) komen.
De Ferrariskaart uit de jaren 1770 toont het dorp Neundorf.
In 1797 werden de aan elkaar grenzende dorpen Neundorf, Ober-Emmels, Nieder-Emmels, Hünningen, Rodt, Hinderhausen in de gemeente Crombach opgenomen. Van 1815 tot 1919 behoorde het dorp tot Pruisen. Na Eerste Wereldoorlog werd het met de Oostkantons bij België gevoegd.
De gemeente Crombach bleef bestaan tot de fusiegolf van Belgische gemeenten in 1977, toen de hele regio in de nieuwe, grotere gemeente Sankt Vith werd opgenomen.

## Bezienswaardigheden
- De Onze-Lieve-Vrouw-Hemelvaartkerk (Kirche Mariä Himmelfahrt of Mutter Gottes Kirche) is een zeer oud bouwwerk. De oudste delen van de kerktoren gaan terug tot de 11e een 12e eeuw en werden meermaals gerestaureerd. De chevet met drie zijden ondersteund door steunberen en de sacristie dateren uit 1347. Het schip van drie traveeën met zijbeuken zou aan het eind van de 15e eeuw zijn opgetrokken op de plaats van een oudere kerk. Het aan de zuidkant zijdelings gelegen ingangsportaal dateert uit 1764.[3]. Deze kerk is sinds 1959 beschermd erfgoed.

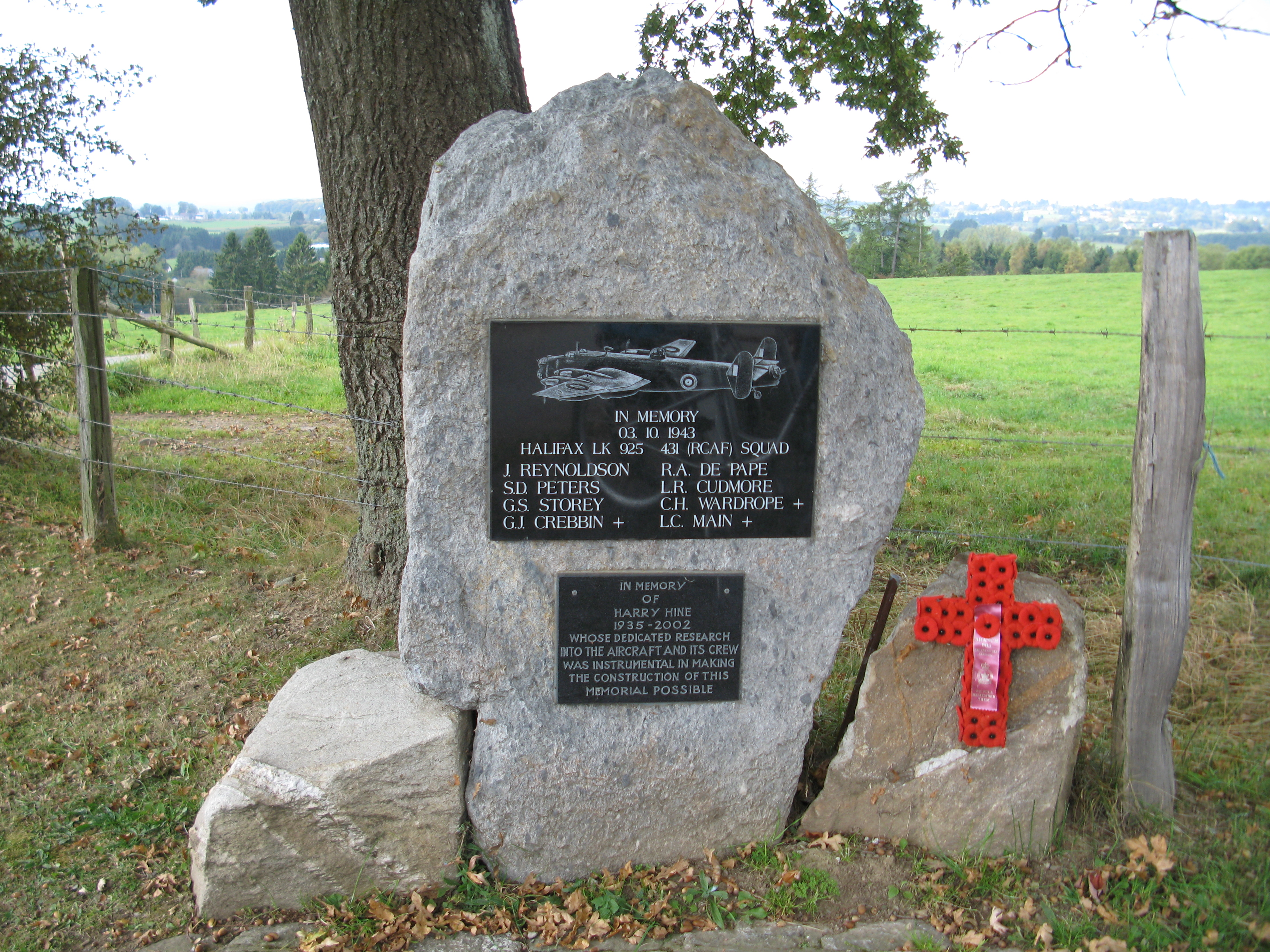
Halifax-monument.

## Verkeer en vervoer
De afrit van de autosnelweg A27/E42 bevindt zich op 2,5 km afstand van het dorpje. Neundorf ligt rechtstreeks aan de voormalige spoorlijn 163 (Libramont–Sankt Vith), die in het noordoosten van het dorp over een viaduct spoorde, dat vandaag nog steeds het zicht bepaalt.

## Nabijgelegen kernen
Crombach, Sankt Vith, Thommen